# Alexey Titarenko
Pour les articles homonymes, voir Titarenko.
Alexey (Alexei, Alexis ou Aleksey) Viktorovich Titarenko (en russe : Алексей Викторович Титаренко)  né à Léningrad, URSS, aujourd'hui Saint-Pétersbourg, en Russie, le 25 novembre 1962 est un photographe et artiste d'origine sovietique, naturalisé américain en 2011.

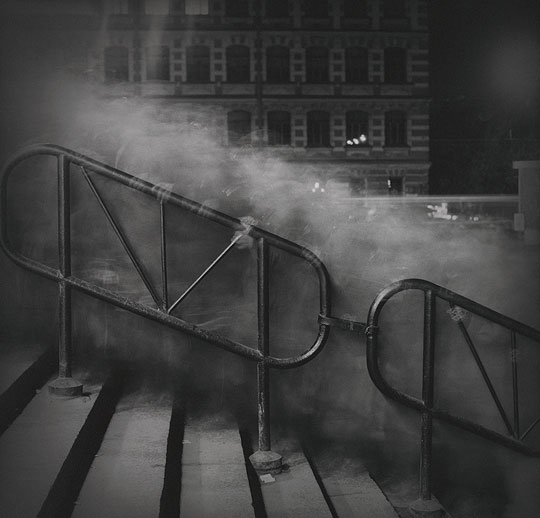
Alexey Titarenko. Saint Petersburg, 1992, de la série d'images "La Cité des Ombres."

## Biographie
Titarenko est né à Leningrad, URSS, aujourd'hui Saint-Pétersbourg, Russie. Sa mère a survécu au siège de Leningrad (1941-1944), elle est devenue plus tard mathématicienne. Son père est né au camp du Goulag Karlag au Kazakhstan, près de Karaganda où ses parents ont été déportés par les bolcheviks pendant la collectivisation. Il est devenu ensuite l'ingénieur des mines de charbon dans sa ville natale de Karaganda, au Kazakhstan,.
À l’âge de 15 ans, Alexey Titarenko devient le plus jeune membre du photo-club indépendant Zerkalo [Miroir]. Il est diplômé de la Faculté des Arts Cinématographiques et Photographiques de l’Institut de la Culture à Léningrad.
Il est influencé par l'avant-garde russe, l'œuvre de Kasimir Malevitch, Alexandre Rodtchenko et le mouvement Dada (début du XXe siècle). Sa série de collages et de photomontages intitulée La Nomenklatura des Signes (exposée pour la première fois en 1988 à Léningrad et ensuite, même année, à Paris, Galerie Drouart ) présente le régime communiste comme système oppressif qui transforme ses citoyens en simples signes,,,,. En 1989, La Nomenklatura des Signes est intégrée à la célèbre exposition itinérante Photostroika, qui présente la nouvelle photographie soviétique dans plusieurs villes des États-Unis.
Pendant et après l’effondrement de l’Union soviétique en 1991-1992, il produit plusieurs séries de photographies sur la condition humaine et la souffrance des gens ordinaires vivant sur son territoire à l'époque et à travers le vingtième siècle. Pour ces séries, il crée des métaphores puissantes en introduisant la technique des poses longues (parfois avec un mouvement intentionnel de l'appareil photo pendant la prise de vue) dans la photographie de rue afin d’illustrer les liens entre le présent et le passé. C'est surtout la façon, comment il utilise le temps de pose longue que de nombreuses sources soulignent comme son innovation la plus importante,,,. John Bailey dans son essai sur Garry Winogrand et Titarenko a mentionné que l'un des obstacles qu'il a surmonté avec succès, avait été l'éventualité de provoquer la réaction des gens tout autour de lui, à cause de sa présence prolongée dans le lieu de la prise de vue.
La série la plus célèbre de cette période est La Cité des Ombres, dont les paysages urbains rappellent la scène des marches de l'escalier monumental d’Odessa (aussi connu comme le Primorsky ou l'escalier Potemkine) dans le film Le Cuirassé Potemkine de Sergei Eisenstein. Inspiré par la musique de Dmitri Chostakovitch et les romans de Fiodor Dostoïevski, il a également traduit la vision dostoïevskienne de l’âme russe dans des images tantôt poétiques, tantôt dramatiques de sa ville d’origine, Saint-Pétersbourg. Reunies dans une exposition phare de Titarenko Les Quatre Mouvements de Saint Petersbourg par un historien d'art, écrivain et commissaire des expositions photographiques français Gabriel Bauret, ces images ont été exposées en 2002 par les Rencontres d'Arles au Musée Réattu (Arles, France),,,,,.
Avec le film d'Alexandre Sokourov (2002) L'Arche russe, l'exposition La Cité des Ombres (qui inclut maintenant des photographies du milieu et de la fin des années 1990, inspirées par les romans de Dostoïevski) avait fait partie du programme de célébration du 300e anniversaire de la ville russe de Saint-Pétersbourg aux États-Unis : Ce qu'il advient de rêve du Pierre le Grand? Saint-Petersbourg dans l'Histoire et des Arts (Clifford Symposium, 2003, Middlebury, VT, États-Unis),. L'Arche russe et La Cité des Ombres ont en commun d'être basés sur l'innovation expérimentale: Alexandre Sokourov fait son film en utilisant un seul plan séquence de 96 minutes et Titarenko une exposition longue de plusieurs minutes pour certaines de ses photographies.
Dans ses photographies de Venise, prises pour la plupart entre 2001 et 2008, Titarenko utilise « une technique très stylisée qu'il met habilement au service d'une vision fortement déterminée ». De plus, « Venise tout entière s’offre également à lui en tant que réminiscence de Saint-Pétersbourg. Un peu comme dans l’œuvre de Marcel Proust qui, lors de son séjour vénitien raconté dans « Albertine disparue », ne peut s’empêcher d’établir des comparaisons avec Combray. » Venise, Italie crée un contrepoids et constitue un point de repère, de référence pour la Venise du Nord où il est né - Saint-Pétersbourg,. Dans les photographies de Titarenko, comme dans les œuvres de Proust, " ... ce qui importe, c’est moins la description scrupuleuse de la réalité qu’une certaine vision qu’il nous en donne."
Les tirages photographiques de Titarenko sont conçus dans la chambre noire, par le photographe lui-même, appelé le maitre du tirage,. La technique du blanchiment (affaiblissement) et du virage (appliqués sélectivement en utilisant un pinceau) ajoutent de la profondeur à sa palette nuancée de gris, ce qui place dans chaque épreuve une interprétation unique de son expérience, et empreint son travail d'un caractère visuel personnel et émotif. Ce style particulier a été remarqué lors de l'exposition de ses œuvres dans J.Paul Getty Museum of Fine Arts. (Los Angeles, mai - octobre 2011),,
Comme elle l'avait été pour Man Ray ou Maurice Tabard, la solarisation est un autre outil de création de Titarenko. Mais contrairement à ses prédécesseurs, il expose surtout les bords de l'image (sur le papier photographique) à la lumière dans le révélateur, d'une manière subtile créant un gris argenté très particulier, un voile et une atmosphère qui lui sont propres. Néanmoins, afin de marquer les aspects dramatiques de la série La Cité des Ombres il utilise parfois un effet plus prononcé de la solarisation, appelé les « lignes Mackie ».
Dans de nombreuses interviews, conférences, livres, dans les deux documentaires que la chaîne de télévision franco-allemande ARTE a produit en 2004 et 2005 (le second dans la série L'Art et la Manière) et diffusé plusieurs fois ensuite, dans la conception même de ses expositions, Titarenko défend une vision particulière de l'artiste et de l'art, proche de celle de Marcel Proust, liée à la littérature, la poésie et la musique classique (en particulier celle de Dmitri Chostakovitch), se démarquant très nettement des tendances qui se développent aujourd'hui entre autres à Moscou,,,.
Il est devenu un citoyen américain en 2011 et selon l'article paru dans le magazine new-yorkais "Art News" en 2014, il vit et travaille à  New York,.
Son travail sur New York continue aujourd'hui. « Titarenko reste un photographe symboliste. Maitrisant l'utilisation de temps de pose et les techniques de la chambre noire, le but du photographe est toujours de créer une épreuve qui rende compte de son expérience lors de la création de l'image […] ses photographies écrivent avec des symboles, les faisant remonter des ténèbres de la réalité. Ainsi, il n'est pas étonnant que sa vision de New York soit en résonance avec les travaux d'Alvin Langdon Coburn et Alfred Stieglitz, ces hommes qui dans leurs photographies ont exprimé le dynamisme de la ville et de ses habitants au tournant du XXe siècle. Tout comme la relation de Titarenko avec sa ville se développe et se transforme, il en va de même pour les photographies qu'il crée. Ainsi est la nature de sa méthode de travail. »

## Monographies
- Alexey Titarenko, The photographs from the cycle Black and White Magic of St. Petersburg, St. Petersburg, Russia, Soros Center of Contemporary Art, 1997 [44]
- Alexey Titarenko, Alexei Titarenko : Toulouse, 21 juin-4 septembre 2000, Toulouse, Galerie municipale du château d'eau, 2000, 24 p. (ISBN 978-2-913241-20-6)
- (en) Alexey Titarenko, City of shadows, St. Petersburg, Russia, ART Tema, 2001, 36 p. (ISBN 978-5-94258-005-6)
- Alexey Titarenko, Alexey Titarenko, photographs, New York, N. Alexander, 2003 (ISBN 978-0-9743991-0-2)
- Alexey Titarenko, The City is a Novel, Bologne, Italie, Damiani, 2015 (ISBN 978-88-6208-414-7, BNF 45328804)
- Alexey Titarenko, Nomenklatura of Signs, Bologne, Italie, Damiani, 2020 (ISBN 978-88-6208-699-8)